# Company B
Company B è un gruppo musicale di Miami, noto per il brano Fascinated del 1986, fondato dal produttore cubano Ismael Angel Ledesma.

## Storia
All'inizio il gruppo era formato dal trio di ragazze Lori Ledesma, Charlotte McKinnon e Susan (Gonzalez) Johnson; ma prima della produzione nel 1987 dell'album Company B, la McKinnon si ritrasse per lasciare il posto a Lezlee Livrano. Dopo la distribuzione di questo omonimo album, la Johnson lasciò il gruppo e fu sostituita da Sheena B.
Il loro primo brano Fascinated, del 1986, ottenne un tale successo a Miami che fece rapidamente il giro delle emittenti radiofoniche locali.
Per la produzione del secondo album, Gotta Dance del 1989, Sheena B. e Lezlee Livrano lasciarono il gruppo e vennero sostituite da Donna Huntley e Julie Marie.
Il gruppo si riformò nel 2006 con le cantanti originali McKinnon e Johnson alle quali si aggiunse Rachel Leslie. Nel 2014 la Johnson acquisì il marchio Company B che è registrato presso lo United States Patent and Trademark Office. Da segnalare infine, nel 2017, un remake di Cruel Summer delle Bananarama.

## Discografia

### Album
- 1987 - Company B
- 1989 - Gotta Dance
- 1996 - 3
- 1996 - Jam on Me
- 1998 - Irresistible (riedito nel 2011 con il titolo Goddess of Love)

### Singolii
| Anno                                                              | Brano                         | Piazzamento in classifica | Piazzamento in classifica | Piazzamento in classifica | Piazzamento in classifica |
| Anno                                                              | Brano                         | US Dance                  | US Pop                    | NL                        | UK                        |
| ----------------------------------------------------------------- | ----------------------------- | ------------------------- | ------------------------- | ------------------------- | ------------------------- |
| 1986                                                              | Fascinated (prima edizione)   | —                         | —                         | —                         | —                         |
| 1986                                                              | Jam on Me                     | —                         | —                         | ―                         | ―                         |
| 1987                                                              | Fascinated (seconda edizione) | 1                         | 21                        | 23                        | 89                        |
| 1987                                                              | Full Circle                   | 5                         | ―                         | ―                         | ―                         |
| 1988                                                              | Perfect Lover                 | 12                        | —                         | ―                         | —                         |
| 1988                                                              | Signed in Your Book of Love   | 9                         | —                         | ―                         | —                         |
| 1989                                                              | You Stole My Heart            | —                         | —                         | ―                         | —                         |
| 1989                                                              | Boogie Woogie Bugle Boy       | ―                         | —                         | —                         | ―                         |
| 1990                                                              | Goddess of Love               | ―                         | —                         | —                         | ―                         |
| 2009                                                              | Soldier Boy                   | ―                         | —                         | ―                         | ―                         |
| 2017                                                              | Cruel Summer                  | ―                         | ―                         | ―                         | —                         |
| 2019                                                              | Last Christmas                | ―                         | ―                         | ―                         | —                         |
| 2022                                                              | Let's Just Dance              | ―                         | ―                         | ―                         | —                         |
| "—" indica non classificato o non distribuito in quel territorio. |                               |                           |                           |                           |                           |